# Uście Gorlickie (gmina)
Uście Gorlickie (1934–1950 gmina Uście Ruskie) – gmina wiejska w Polsce położona w województwie małopolskim, w powiecie gorlickim. W latach 1975–1998 gmina administracyjnie należała do województwa nowosądeckiego.
Siedziba gminy to Uście Gorlickie.
Według danych z 30 czerwca 2004 gminę zamieszkiwało 6241 osób.

## Historia
Gmina zbiorowa Uście Ruskie została utworzona 1 sierpnia 1934 w powiecie gorlickim w woj. krakowskim z dotychczasowych jednostkowych gmin wiejskich: Blechnarka, Hańczowa, Klimkówka, Kunkowa, Kwiatoń, Leszczyny, Nowica, Przysłup, Ropki, Skwirtne, Uście Ruskie i Wysowa.
W 1939 roku do gminy wcielono anektowany w 1938 roku niezamieszkany fragment czechosłowackiej wsi Cygiełka.
W czasie II wojny światowej w GG, w dystrykcie krakowskim, w powiecie jasielskim.
Po wojnie powrócono do stanu sprzed wojny, lecz powiat gorlicki włączono 18 sierpnia 1945 do województwa rzeszowskiego. 1 stycznia 1951 nazwę gminy Uście Ruskie zmieinono na Uście Gorlickie. Według stanu z dnia 1 lipca 1952 roku gmina składała się z 10 gromad: lechnarka, Hańczowa, Klimkówka, Kunkowa, Kwiatoń, Nowica, Ropki, Skwirtne, Uście Ruskie i Wysowa. Gmina została zniesiona 29 września 1954 roku wraz z reformą wprowadzającą gromady w miejsce gmin, a jej obszar podzielono na gromady:
- Łosie (Klimkówka),
- Uście Gorlickie (Kunkowa, Kwiatoń, Nowica, Skwirtne, Uście Gorlickie).
- Wysowa (Blechnarka, Hańczowa, Ropki, Wysowa).

Gminę Uście Gorlickie reaktywowano 1 stycznia 1973 roku w powiecie gorlickim w woj. rzeszowskim o nieco zmniejszonym obszarze (bez wsi Łosie, która weszła w skład nowej gminy Ropa) i o zmniejszonej liczbie sołectw: Hańczowa (Hańczowa + Ropki), Klimkówka, Kunkowa, Kwiatoń, Nowica, Skwirtne, Uście Gorlickie i Wysowa (Wysowa + Blechnarka).
1 czerwca 1975 gmina znalazła się w nowo utworzonym woj. nowosądeckim.
15 stycznia 1976 do gminy Uście Gorlickie włączono a) obszary sołectw Gładyszów, Smerekowiec, Regietów i Zdynia ze zniesionej gminy Gładyszów oraz b) obszary sołectw Banica, Brunary, Czarna, Izby, Łosie, Stawisza i Śnietnica ze zniesionej gminy Ropa.
2 kwietnia 1991 z gminy Uście Gorlickie wyłączono wieś Łosie i włączono ją do nowo utworzonej gminy Ropa.
1 stycznia 1997 z gminy Uście Gorlickie wyłączono część wsi Brunary o nazwie Zalesie i włączono ją do gminy Ropa (do wsi Ropa.

## Struktura powierzchni
Według danych z roku 2002 gmina Uście Gorlickie ma obszar 287,41 km², w tym:
- użytki rolne: 34%
- użytki leśne: 62%

Gmina stanowi 29,71% powierzchni powiatu.

## Demografia
Dane z 30 czerwca 2004:
| Opis                              | Ogółem | Ogółem | Kobiety | Kobiety | Mężczyźni | Mężczyźni |
| --------------------------------- | ------ | ------ | ------- | ------- | --------- | --------- |
| jednostka                         | osób   | %      | osób    | %       | osób      | %         |
| populacja                         | 6241   | 100    | 3070    | 49,2    | 3171      | 50,8      |
| gęstość zaludnienia (mieszk./km²) | 21,7   | 21,7   | 10,7    | 10,7    | 11        | 11        |

Według Narodowego Spisu Powszechnego Ludności i Mieszkań 2002, Gmina Uście Gorlickie jest gminą o największym udziale osób narodowości łemkowskiej w ogóle mieszkańców (11,63%).

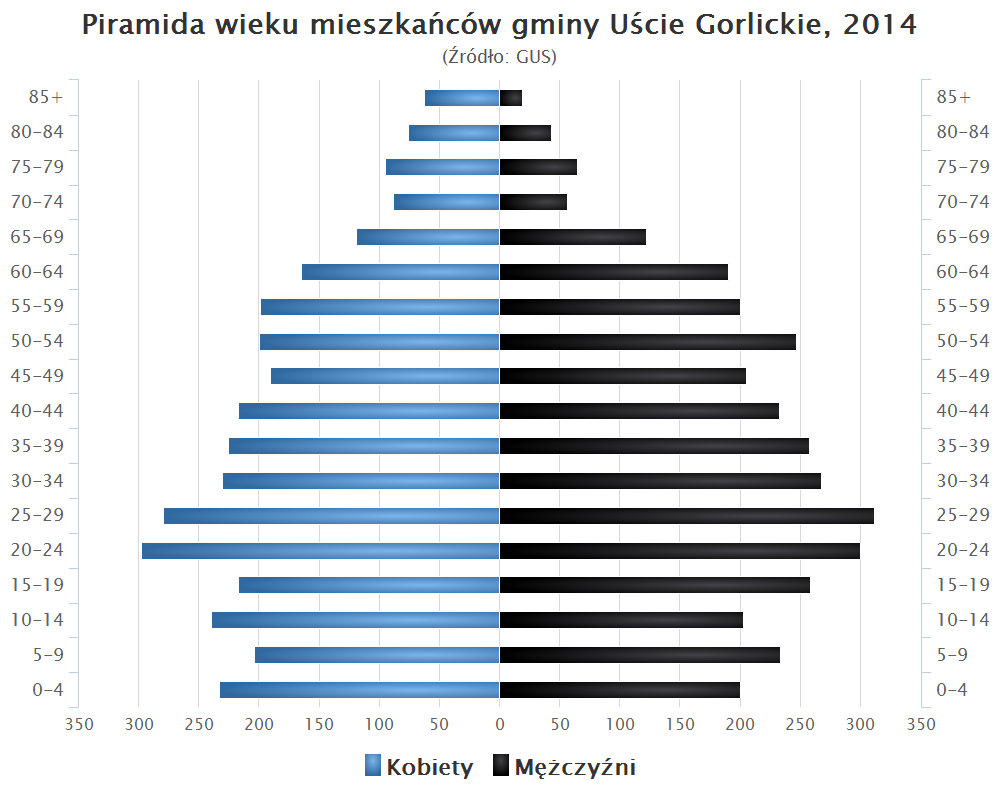
Piramida wieku mieszkańców gminy Uście Gorlickie w 2014 roku

## Sołectwa
Banica, Brunary, Czarna, Gładyszów, Hańczowa, Izby, Konieczna, Kunkowa, Kwiatoń, Nowica, Regietów, Ropki, Skwirtne, Smerekowiec, Stawisza, Śnietnica, Uście Gorlickie, Wysowa-Zdrój, Zdynia.

## Pozostałe miejscowości
Blechnarka, Brunary Niżne, Brunary Wyżne, Huta Wysowska, Leszczyny, Oderne, Przysłop.

## Religia
- Kościół rzymskokatolicki: 3 parafie
- Kościół greckokatolicki: 3 parafie
- Polski Autokefaliczny Kościół Prawosławny: 6 parafii
- Chrześcijańska Wspólnota Zielonoświątkowa: zbór
- Świadkowie Jehowy: zbór[18]
- Buddyjski Związek Diamentowej Drogi Linii Karma Kagyu

## Sąsiednie gminy
Gorlice, Grybów, Krynica-Zdrój, Ropa, Sękowa. Gmina sąsiaduje ze Słowacją.